# Библиотечная эталонная модель ИФЛА

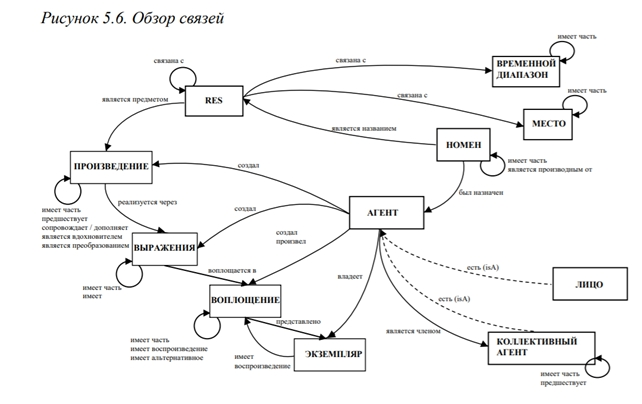
Обзор связей

Библиотечная эталонная модель ИФЛА (англ. IFLA Library Reference Model, IFLA LRM) представляет собой концептуальную модель высокого уровня, использующую расширенную модель сущность-связь для описания и структурирования метаданных библиографической вселенной. Модель IFLA LRM разработана для использования библиографической информации в среде связанных данных.
Модель IFLA LRM опубликована в 2017 году. В 2021 году переведена на русский язык сотрудниками Российской национальной библиотеки.
Модель IFLA LRM разработана на основе концептуальных моделей FRBR, FRAD и FRSAD. Для того, чтобы облегчить переход между этими тремя моделями к IFLA LRM, в 2017 году опубликован документ «Transition mappings: user tasks, entities, attributes, and relationships in FRBR, FRAD, and FRSAD mapped to their equivalents in the IFLA Library Reference Model» (Таблицы соответствия: задачи пользователя, сущности, атрибуты, и отношения FRBR, FRAD и FRSAD, соотнесенные с их эквивалентами в LRM"), который содержит обзор основных отличий между моделями, а также детальные таблицы соответствия между моделями.
Главная задача IFLA LRM — решить проблему несоответствия между существующими тремя независимыми моделями FRBR, FRAD и FRSAD. Результатом разработки стала единая, упорядоченная и логически последовательная модель, которая охватывает все аспекты библиографических данных и в то же время соответствует всем современным концептуальным требованиям к моделированию.

## Краткое описание модели
Модель рассматривает задачи пользователя, сгруппированные по пяти целям: найти, идентифицировать, выбрать, получить, исследовать.
Модель охватывает три элемента, которые используются при моделировании «сущность-связь»: сущности, атрибуты, связи.
Модель содержит подробные определения, таблицы, схемы.